# 1967-es Tour de France
Az 1967-es Tour de France volt az 54. Tour de France, amit 1967. június 29-e és július 23-a között rendeztek meg. Összesen 22 szakaszból állt, 4780 km-rel, amit átlagosan 35.018 km/h-val tettek meg a versenyzők. Tíz kerekes teljesített a tizenhárom nemzetközi csapatból, amelyek a következők voltak: három franciaországi, két belgiumi, két olaszországi, két spanyolországi, egy németországi, egy angliai, egy hollandiai és egy svájci/luxemburgi.
A Tour-t beárnyékolta Tom Simpson végzetes ájulása a Mont Ventoux lejtőin. A szívelégtelenségben elhunyt sportoló vérében amfetaminokat mutattak ki. Ez volt az első olyan Tour, ahol volt prológ.

## Szakasz eredmények
| Szakasz | Útvonal                          | Táv (km) | Győztes               | Sárga trikós          |
| ------- | -------------------------------- | -------- | --------------------- | --------------------- |
| P       | Angers - Angers                  | 5,775*   | José-Maria Errandonea | José-Maria Errandonea |
| 1       | Angers - Saint-Malo              | 185,5    | Walter Godefroot      | José-Maria Errandonea |
| 2       | Saint-Malo - Caen                | 180      | Willy van Neste       | Willy van Neste       |
| 3       | Caen - Amiens                    | 248      | Marino Basso          | Giancarlo Polidori    |
| 4       | Amiens - Roubaix                 | 191      | Guido Reybroeck       | Jozef Spruyt          |
| 5A      | Roubaix - Jambes                 | 172      | Roger Pingeon         | Roger Pingeon         |
| 5B      | Jambes - Jambes                  | 17**     | Belgique              | Roger Pingeon         |
| 6       | Jambes - Metz                    | 238      | Herman van Springel   | Roger Pingeon         |
| 7       | Metz - Strasbourg                | 205,5    | Michael Wright        | Raymond Riotte        |
| 8       | Strasbourg - Ballon d'Alsace     | 215      | Lucien Aimar          | Roger Pingeon         |
| 9       | Belfort - Divonne les Bains      | 238,5    | Guido Reybroeck       | Roger Pingeon         |
| 10      | Divonne les Bains - Briançon     | 243      | Felice Gimondi        | Roger Pingeon         |
| 11      | Briançon - Digne                 | 197      | José Samy             | Roger Pingeon         |
| 12      | Digne - Marseille                | 207,5    | Raymond Riotte        | Roger Pingeon         |
| 13      | Marseille - Carpentras           | 211,5    | Jan Janssen           | Roger Pingeon         |
| 14      | Carpentras - Sète                | 201,5    | Barry Hoban           | Roger Pingeon         |
| 15      | Sète - Toulouse                  | 230,5    | Rolf Wolfshohl        | Roger Pingeon         |
| 16      | Toulouse - Luchon                | 188      | Fernando Manzaneque   | Roger Pingeon         |
| 17      | Luchon - Pau                     | 250      | Raymond Mastrotto     | Roger Pingeon         |
| 18      | Pau - Bordeaux                   | 206,5    | Marino Basso          | Roger Pingeon         |
| 19      | Bordeaux - Limoges               | 217      | Jean Stablinski       | Roger Pingeon         |
| 20      | Limoges - Puy-de-Dôme            | 222      | Felice Gimondi        | Roger Pingeon         |
| 21      | Clermont Ferrand - Fontainebleau | 359      | Paul Lemetayer        | Roger Pingeon         |
| 22A     | Fontainebleau - Versailles       | 104      | René Bingelli         | Roger Pingeon         |
| 22      | Versailles - Párizs              | 46,6*    | Raymond Poulidor      | Roger Pingeon         |

A * jelölt szakaszok egyéni időfutamok voltak.

A ** jelölt szakaszok csapatidőfutamok voltak.

## Végeredmény

### Egyéni verseny
|    | Versenyző           | Csapat            | Idő             |
| -- | ------------------- | ----------------- | --------------- |
| 1  | Roger Pingeon       | Franciaország     | 136 óra 53' 50" |
| 2  | Julio Jimenez       | Spanyolország     | 3' 40"          |
| 3  | Franco Balmamion    | Primavera         | 7' 23"          |
| 4  | Désiré Letort       | Bleuets de France | 8' 18"          |
| 5  | Jan Janssen         | Hollandia         | 9' 47"          |
| 6  | Lucien Aimar        | Franciaország     | 9' 47"          |
| 7  | Felice Gimondi      | Olaszország       | 10' 14"         |
| 8  | Jozef Huysmans      | Belgium           | 16' 45"         |
| 9  | Raymond Poulidor    | Franciaország     | 18' 18"         |
| 10 | Fernando Manzaneque | Esperanza         | 19' 22"         |

### Csapatverseny
|    | Csapat          | Pont            |
| -- | --------------- | --------------- |
| 1  | Franciaország   | 412 óra 16' 54" |
| 2  | Hollandia       | +38' 05"        |
| 3  | Primavera       | +43' 49"        |
| 4  | Belgium         | +54' 15"        |
| 5  | Bleuets         | +55' 26"        |
| 6  | Spanyolország   | +59' 31"        |
| 7  | Coqs            | +1 óra 14' 52"  |
| 8  | Red devils      | +1 óra 31' 55"  |
| 9  | Esperanza       | +1 óra 34' 25"  |
| 10 | Olaszország     | +1 óra 34' 30"  |
| 11 | Németország     | +1 óra 35' 45"  |
| 12 | Svájc/Luxemburg | +2 óra 01' 11"  |
| 13 | Nagy Britannia  | +3 óra 51' 16"  |